# Barkweda
Barkweda (niem. Bergfriede) – wieś położona w województwie warmińsko-mazurskim, w powiecie olsztyńskim, w gminie Dywity. W latach 1975–1998 miejscowość administracyjnie należała do województwa olsztyńskiego. Miejscowość położona jest nad Łyną oraz nad jeziorem Mosąg, na terenie historycznej Warmii.
Barkweda jest znana ciężkich walk o przeprawę na Łynie, jakie miały miejsce 3 lutego 1807 roku w trakcie bitwy pod Olsztynem pomiędzy wojskami napoleońskimi a Rosjanami i Prusakami.
Przez wieś przepływa stare koryto Łyny, nazywane Starą Łyną. We wsi znajduje się sklep, zabytkowy młyn, pozostałości parku dworskiego, dawny cmentarz, zabytkowe aleje przydrożne. W pobliżu mostu położone jest pruskie grodzisko, na którego terenie znajduje się zabytkowy cmentarz oraz trzy zabytkowe dęby.
Osada położona 4 km od Brąswałdu, w szerokiej doliny rzeki Łyny. Przez wieś przebiegają niebieski oraz żółty szlak rowerowy. W Barkwedzie rozpoczyna się także pieszy Szlak Napoleoński, o długości 39 km.

## Historia
Nazwa wsi wywodzi się z języka niemieckiego i oznaczała szaniec, umocnienie. Wskazuje to na obecność dawnego umocnienia lub grodziska Prusów. Na południowy zachód od wsi, na zachodnim brzegu Łyny, znajduje się grodzisko staropruskie („Zameczek”), świadczące o wcześniejszej obecności osad ludzkich na tym terenie.
Wieś wymieniana w dokumentach z 1425 r., przy okazji wydania przywileju na założenie młyna na rzece Łynie. W 1425 r. nazwa wsi brzmiała: Molendinum in Bergfrede. Później pojawiły się nazwy Bergfride (1576), Bergfrieden (1629), Bergfriede (od 1701 r.).
W 1789 wymieniany w Barkwedzie był majątek szlachecki i folwark z jednym zabudowaniem. Od 1880 wymieniany jest młyn. W 1910 r. majątek szlachecki obejmował 384 ha, a w folwarku znajdowały się cztery zabudowania oraz 19 gospodarstw rodzinnych. W tym czasie we wsi mieszkało 80 osób, w tym 26 Polaków i 54 Niemców.
W dniach 3–4 lutego 1807 r. miała miejsce bitwa pod Olsztynem znana też jako bitwa pod Jonkowem lub bitwa pod Barkwedą. Było to starcie wojsk napoleońskich z wojskami rosyjskimi i pruskimi, między innymi o przeprawę na rzece Łynie.
Okazały dąb, rosnący przy cmentarzu i kaplicy, został nazwany przez ludność miejscową „dębem Napoleona”. Według tradycji cesarz Napoleon miał pod drzewem swój punkt dowodzenia, a nawet miał nocować w obszernej dziupli. Według pomiarów z 1897 r., wykonanych przez ks. Barczewskiego z pobliskiego Brąswałdu, dąb miał 9 m obwodu (tak zwana pierśnica, czyli na wysokości „piersi”, – 1,3 m). W dębie znajdowała się obszerna dziupla o wysokości 4 m i średnicy 1,75 m. Jako pomnik przyrody przetrwał do 1922 r. (spalony w wyniku pożaru). Obecnie w pobliżu, na terenie grodziska, nadal rosną trzy inne okazałe dęby, będące być może potomstwem tamtego. Najokazalszy z nich ma 6 metrów obwodu. Obecnie one również zwane są „dębami Napoleona”.
W okresie PRL wieś PGRowska z młynem (działał jeszcze w 1993 r., obecnie nieczynny). Dawny staw młyński obecnie jest suchy i zarośnięty krzakami.

## Galeria

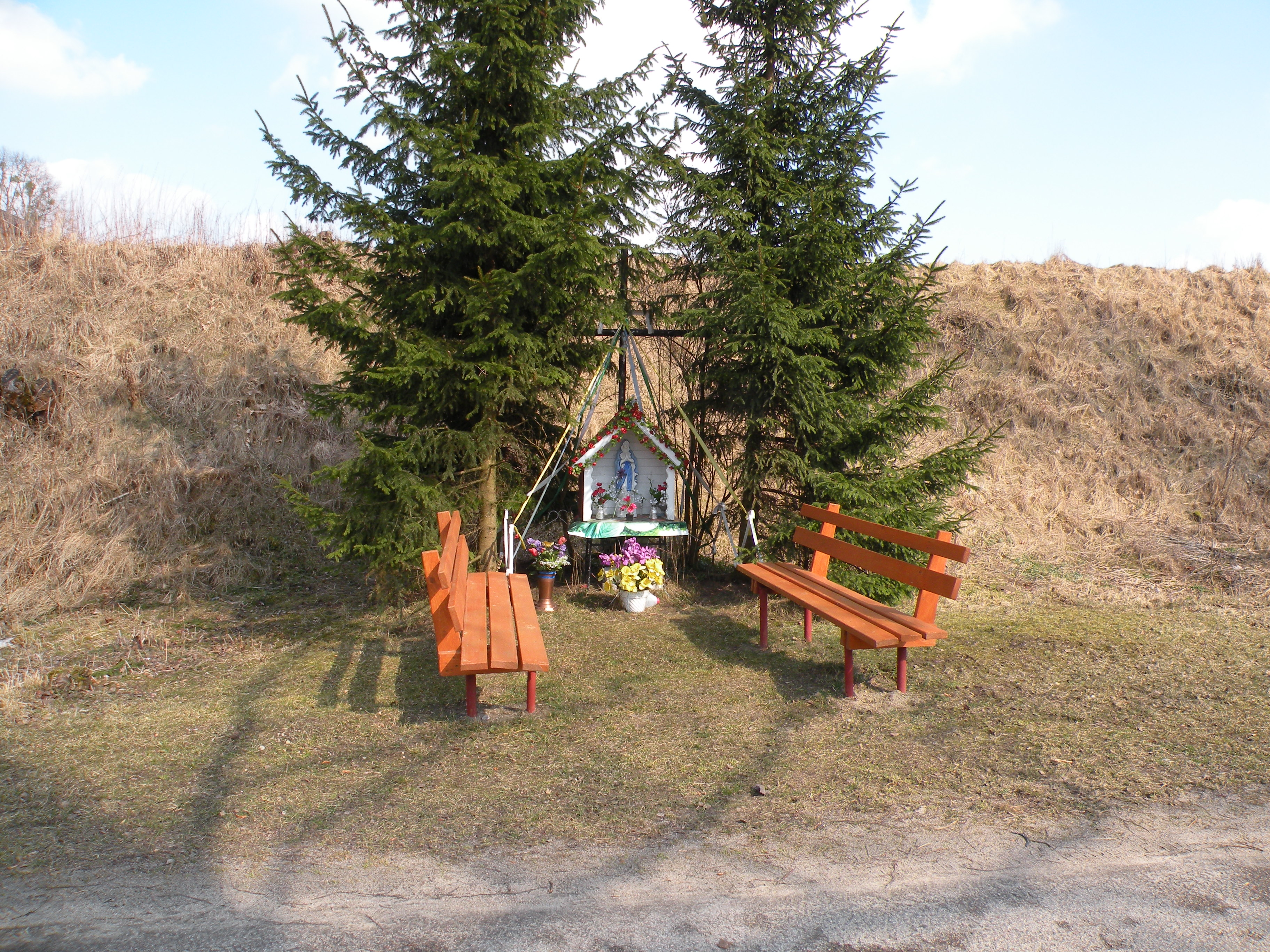
Współczesna kapliczka w Barkwedzie, przykład żywej tradycji i warmińskiej religijności
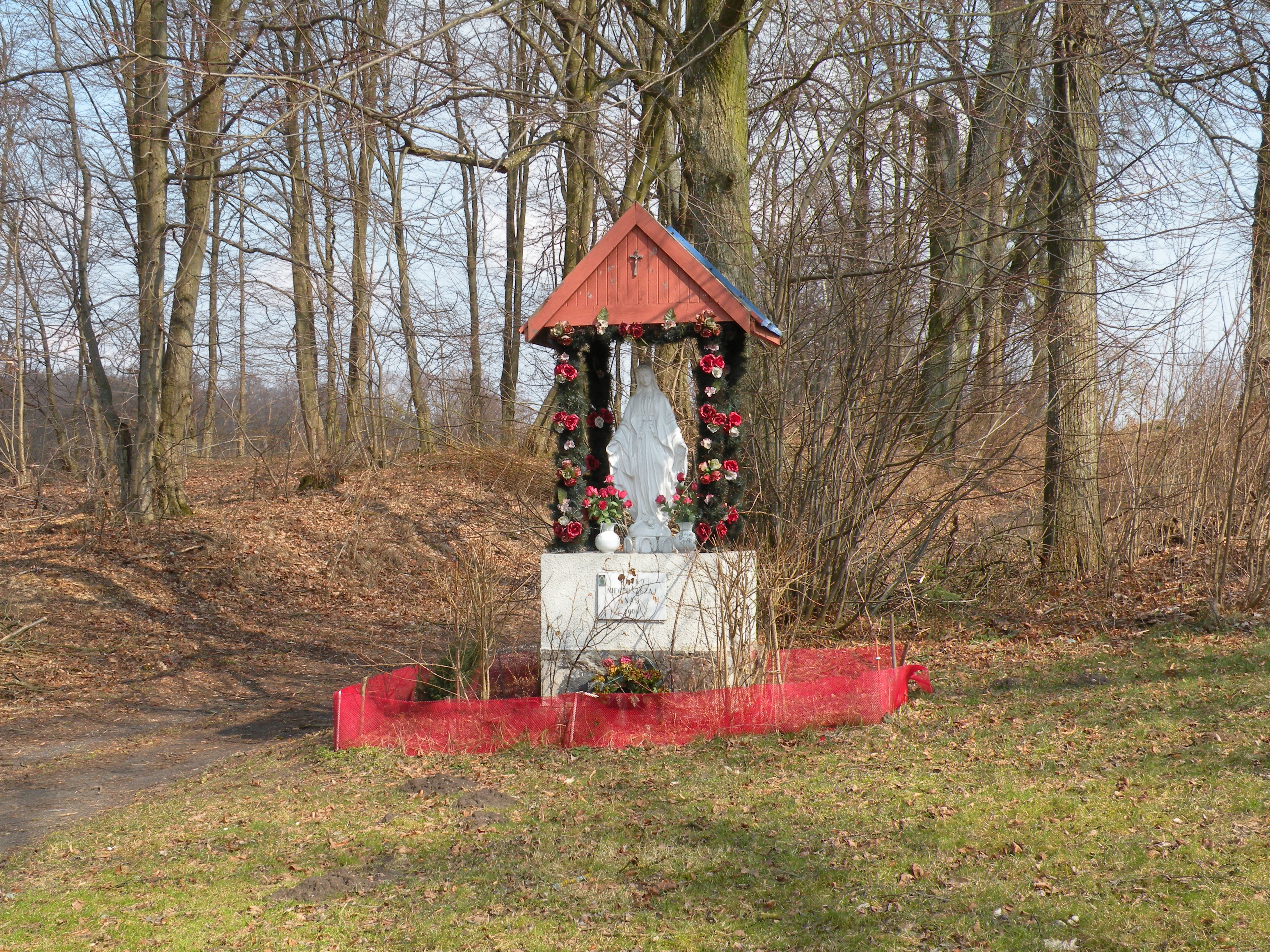
Kapliczka w Barkwedzie
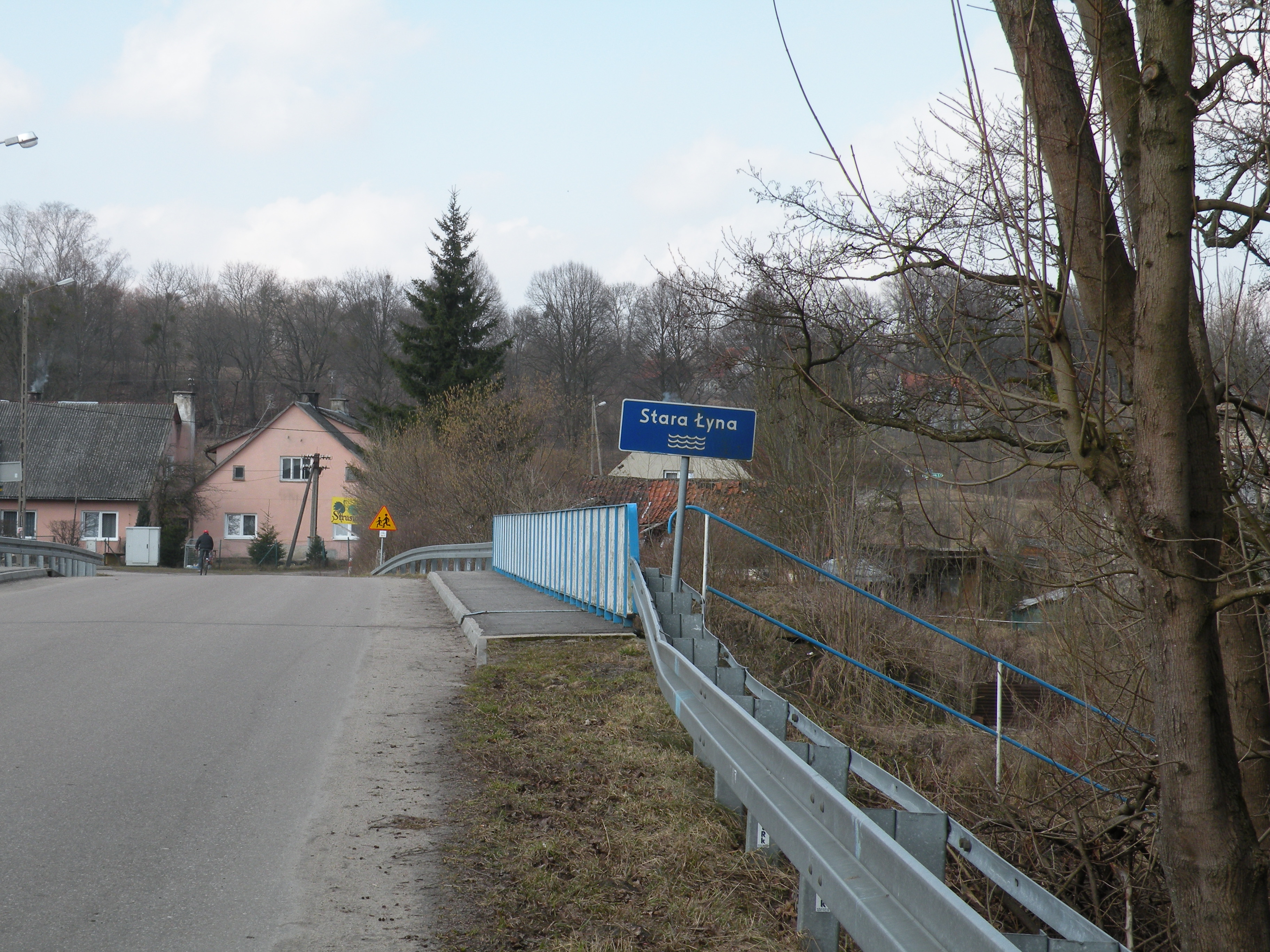
Most na Starej Łynie
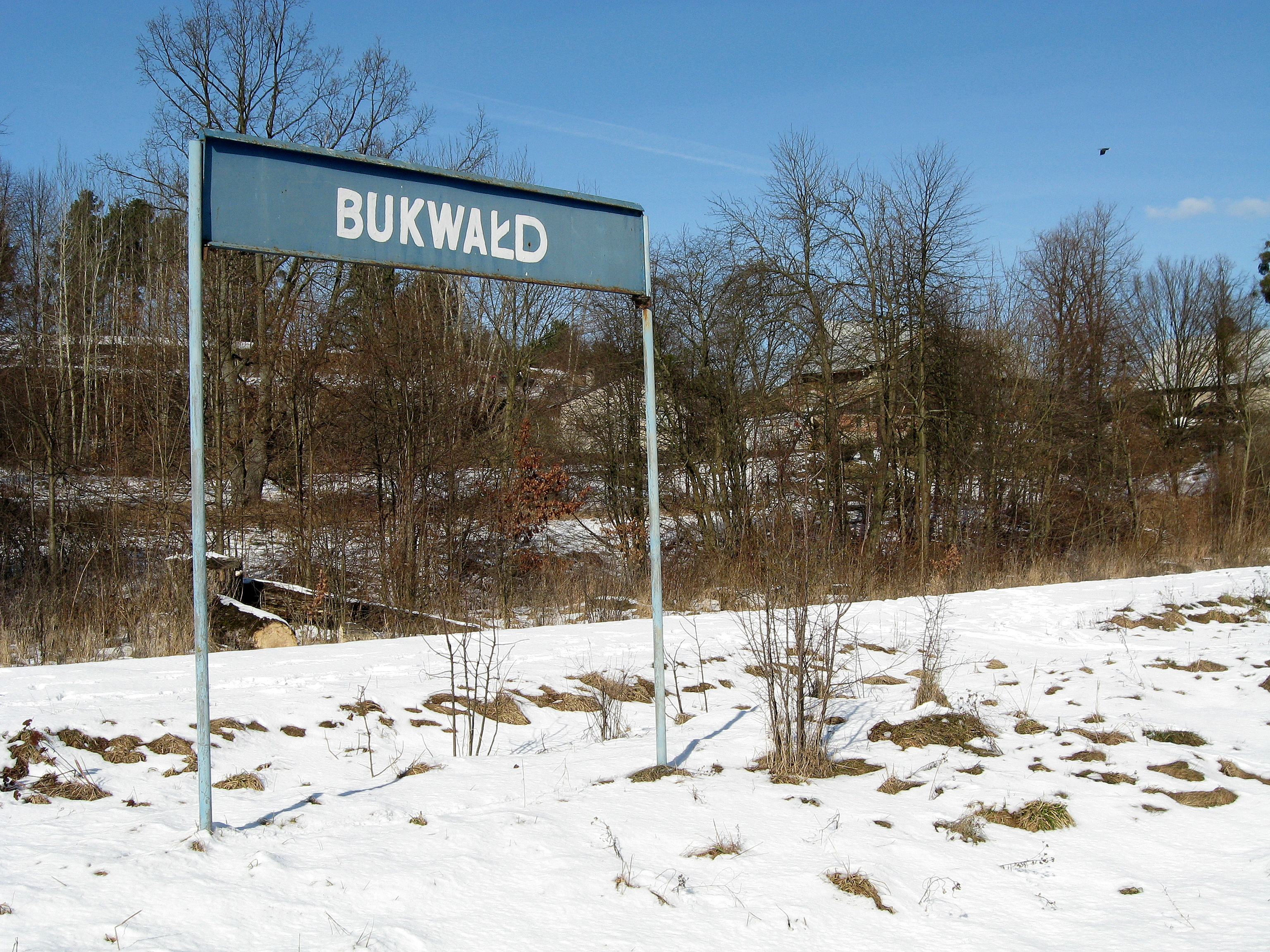
Na terenie Barkwedy znajduje się przystanek kolejowy Bukwałd
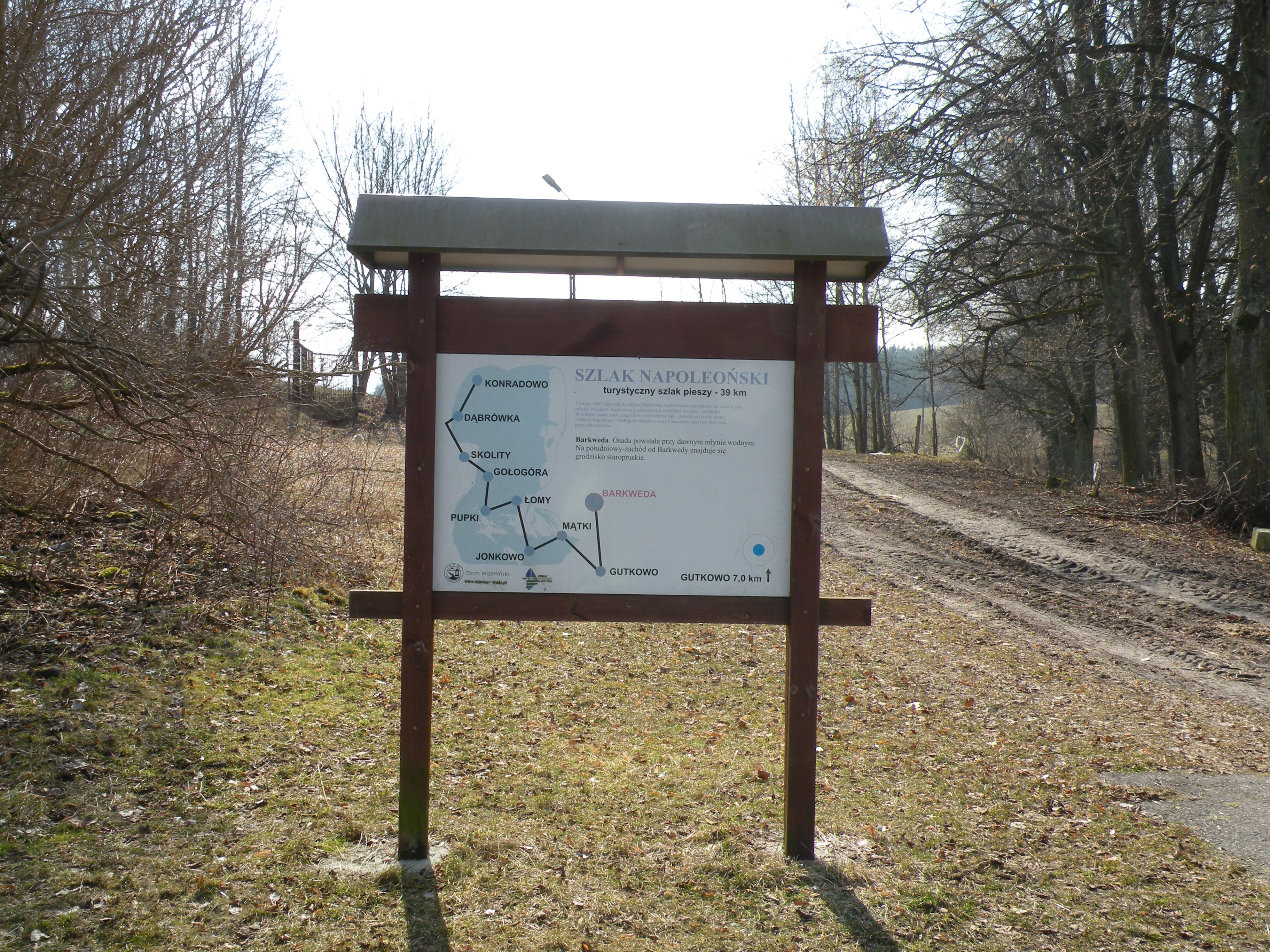
Tablica informacyjna z opisem szlaku napoleońskiego
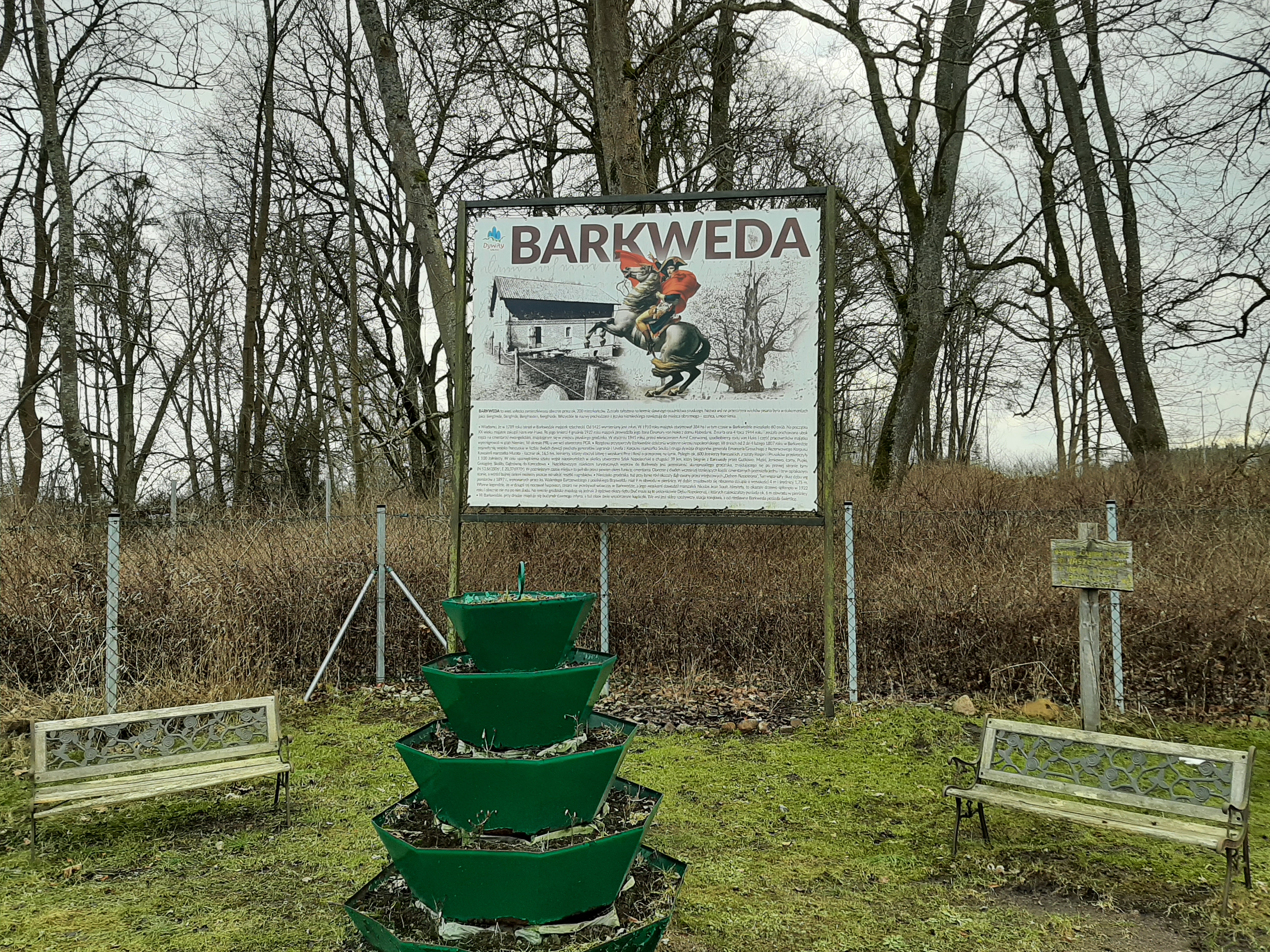
Skwer z tablicą Napoleona przy moście w Barkwedzie
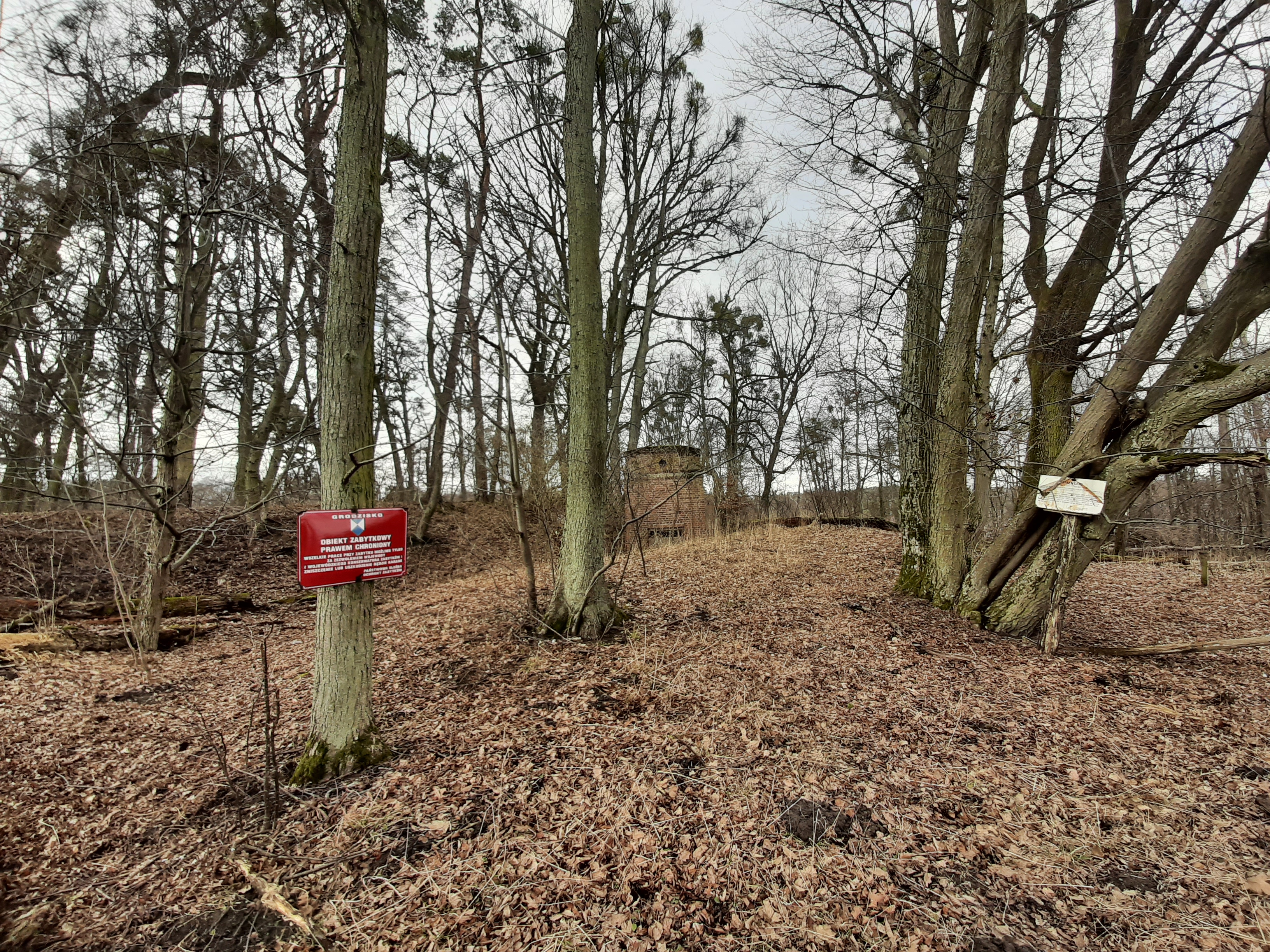
Grodzisko pruskie w Barkwedzie
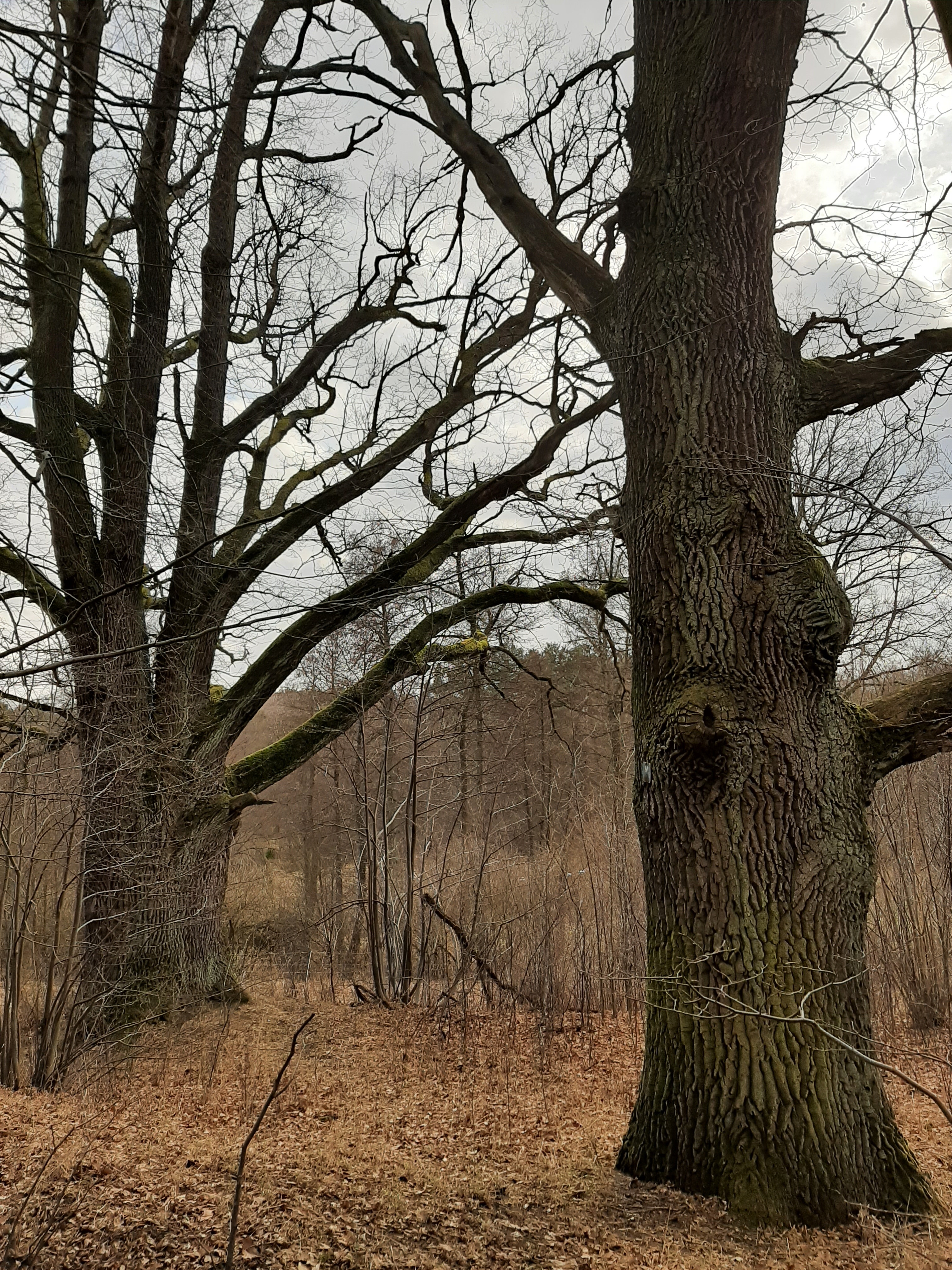
Dęby Napoleona w Barkwedzie na terenie grodziska
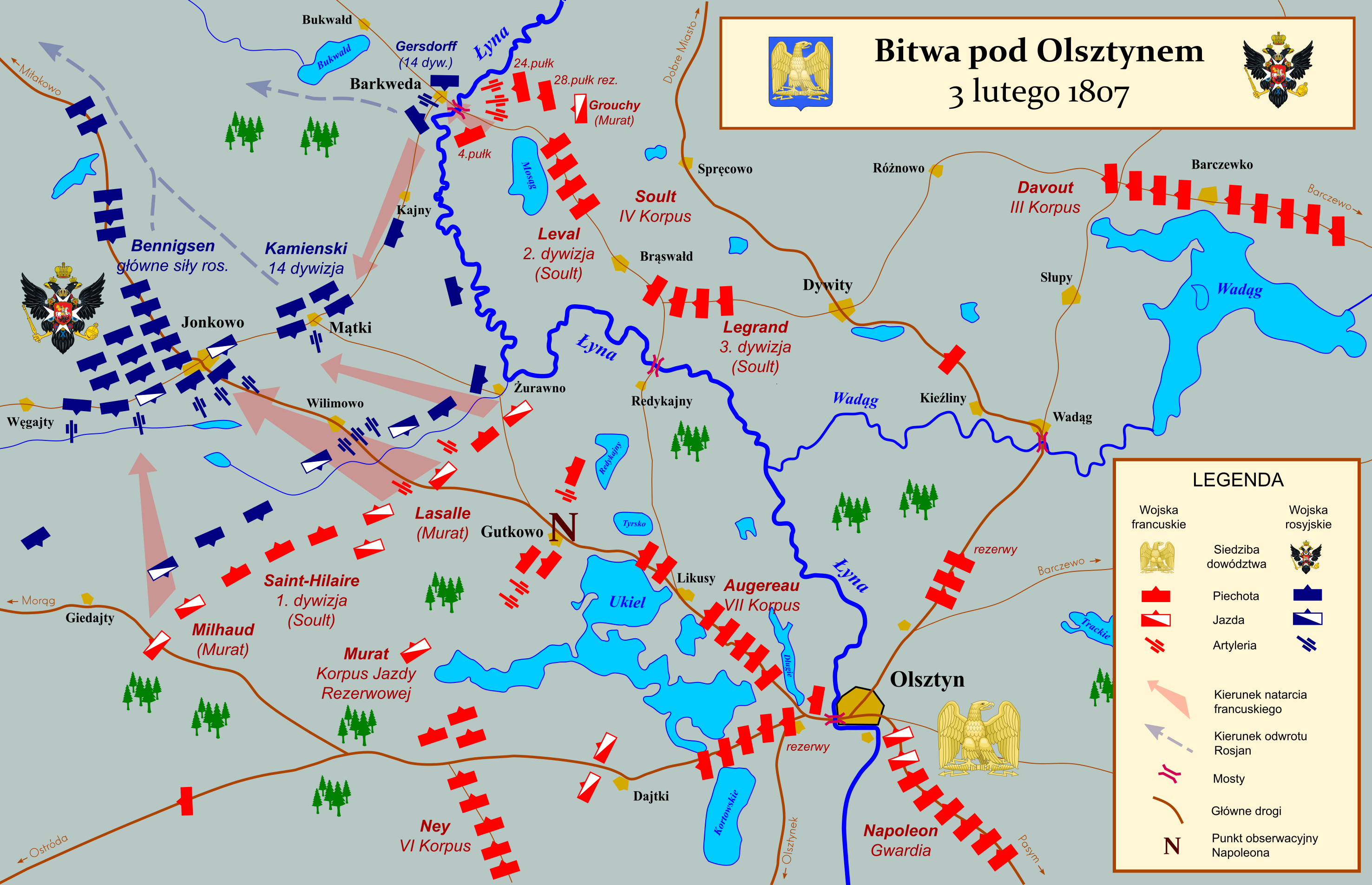
Plan bitwy pod Olsztynem 3 lutego 1807 r.